# Concepción Pajarón Parody
Concepción Pajarón Parody   (Sevilla, 1936 - 1 de juliol de 2008) fou una investigadora, escriptora i bibliotecària espanyola.

## Trajectòria
Pajarón s'especialitzà en Història d'Amèrica a la Universitat de Sevilla. L'any 1964, es doctorà amb la tesi titulada El gobierno en Filipinas de don Fenando Manuel de Bustamante y Bustillo (1717-1719), que profunditza en la figura de Fernando Manuel de Bustamante Bustillo, governador general de les Filipines espanyoles.
Continuà formant-se en Estudis Hispanoamericans amb el seu treball a la Biblioteca de l'Escola d'Estudis Hispanoamericans junt amb la historiadora i catedràtica Lourdes Díaz-Trechuelo, també especialitzada en Història d'Amèrica. Amb ella, Pajarón col·laborà amb les entrades dels virreis Antonio María Bucareli i Ursúa i Juan Vicente de Güemes, segon compte de Revillagigedo, per a l'obra Los virreyes de Nueva España, de José Antonio Calderón Quijano.
L'any 1957, Pajarón es dedicà a investigar sobre "Història dels Descobriments d'Amèrica", i entre els anys 1958 i 1959 sobre "Filipines en el segle XVIII" a l'Arxiu General d'Índies. Va pertànyer al Consell Superior d'Investigacions Científiques (CSIC).
Posteriorment, treballà com a cap d'estudis i professora en el centre d'estudis sevillà, entre 1965 i 2001.

## Obra
- 1964 – El gobierno en Filipinas de don Fernando Manuel de Bustamante y Bustillo (1717-1719). Escuela de Estudios Hispano-Americanos.[6]
- 1964 – Crítica a "Minorías y masas en la cultura y el arte" de Guillermo de Torre. Revista LA TABLE.[3]
- 1972 – Los Virreyes de Nueva España, biografies d'Antonio María de Bucareli y Ursúa i Juan Vicente de Güemes.[3][7]

## Reconeixements
L'any 2020, s'inclogué dins del projecte “Mujeres Investigadoras en los Archivos Estatales (1900-1970)” per a la descripció arxivística i per a la creació d'un microlloc específic al Portal d'Arxius Espanyols (PARES), desenvolupat entre els anys 2020 i 2023. Aquest projecte ha estat impulsat per la Subdirecció General d'Arxius Estatals, amb l'objectiu de visibilitzar la tasca d'investigació realitzada a Espanya per dones en l'interval 1900-1970 a partir dels registres documentals que es conserven als Arxius de Gestió dels Arxius Espanyols del Ministeri de Cultura (l'Arxiu Històric Nacional, l'Arxiu de la Corona d'Aragó, l'Arxiu General de Simancas, l'Arxiu General d'Índies, l'arxiu de la Reial Cancelleria de Valladolid, l'Arxiu General de l'Administració i el Centre d'Informació Documental d'Arxius).

## Referèncias
1. ↑  Estatales, Ministerio de Cultura y Deporte de España Subdirección General de Archivos. «CCBAE Catálogo Colectivo de la Red de Bibliotecas de los Archivos Estatales» (en castellà), 2004. [Consulta: 29 abril 2024].
2. 1 2  «Person - Pajarón Parody, Concepción (ca.1936-2008)». [Consulta: 13 abril 2024].
3. 1 2 3  «datos.bne.es» (en castellà). [Consulta: 13 abril 2024].
4. 1 2 3  Estatales, Ministerio de Cultura y Deporte de España Subdirección General de Archivos. «CCBAE Catálogo Colectivo de la Red de Bibliotecas de los Archivos Estatales» (en castellà), 2004. [Consulta: 13 abril 2024].
5. ↑  «Corporate Body - Consejo Superior de Investigaciones Científicas (España)». [Consulta: 13 abril 2024].
6. ↑  Concepción, Pajarón Parody. «El gobierno en Filipinas de Don Fernando Manuel de Bustamante y Bustillo (1717-1719).» (en castellà), 1964. [Consulta: 13 abril 2024].
7. ↑  Calderón Quijano, José Antonio. «Los virreyes de Nueva España en el reinado de Carlos IV /», 1972. [Consulta: 13 abril 2024].
8. ↑  «Mujeres Investigadoras en los Archivos Estatales (1900-1970)».   Ministerio de Cultura.